# Susan Lawrence

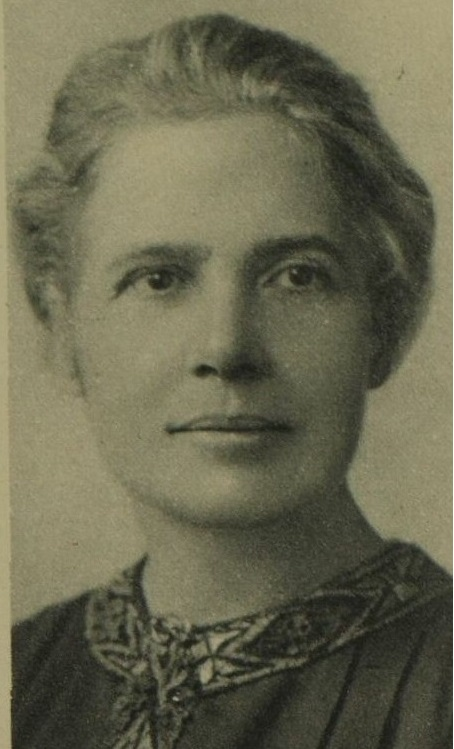
Susan Lawrence, 1920

Arabella Susan Lawrence (* 12. August 1871 in London; † 24. Oktober 1947 in South Kensington, London) war eine englisch-britische Politikerin der Labour Party und eine der ersten weiblichen Labour-Abgeordneten im House of Commons.

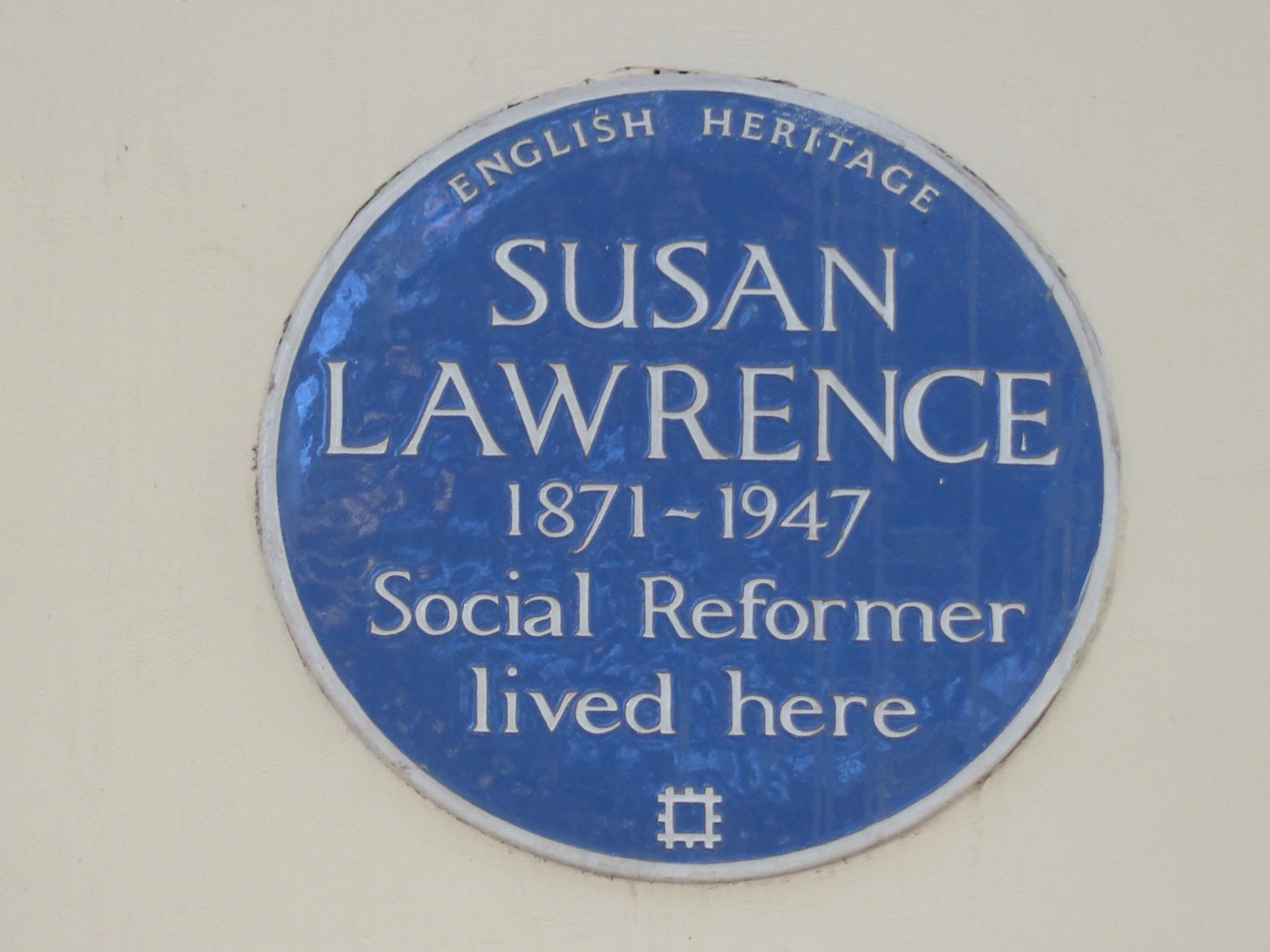
Blue Plaque für Susan Lawrence, 44 Westbourne Terrace, Paddington, London

## Leben
Lawrence war die jüngste Tochter von Nathaniel Tertius Lawrence, einem wohlhabenden Anwalt, und Laura Bacon, der Tochter von Sir James Bacon, einem Konkursrichter und Vice-Chancellor. Sie lernte an der Francis Holland School in London und besuchte anschließend das University College London. Sie trat 1895 in das Newnham College in Cambridge ein. Nach dem Tod des Vaters beendete sie den mathematischen Tripos aber nicht.
Ursprünglich eine Konservative, war sie von 1910 bis 1912 Mitglied des London County Council. Nachdem sie jedoch unter den Einfluss der Gewerkschafterin Mary Macarthur geraten war, bekehrte sie sich zum Sozialismus und trat dem Council von 1913 bis 1927 als Mitglied der Labour Party wieder bei und wurde 1925–26 stellvertretende Vorsitzende. Sie schloss sich der Fabian Society an und entwickelte eine enge Beziehung zu Sidney Webb und insbesondere zu seiner Frau Beatrice Webb. Während des Ersten Weltkriegs setzte sie sich vor allem für die Verbesserung der Bedingungen von Fabrikarbeiterinnen ein.
Als Mitglied des Gemeinderats in Poplar, London (1919–24), der damals von George Lansbury geleitet wurde, gehörte Lawrence zu der Labour-Gruppe, die sich der Zentralregierung widersetzte und sich weigerte, einen Steuersatz festzulegen, da die Armut in der Gegend bedeute, dass die Armen für die Armen zahlen müssten. Lawrence wurde 1921 fünf Wochen lang im Holloway Prison inhaftiert, doch letztlich hatten sie und ihre Ratskollegen mit ihrer Kampagne Erfolg, da die Regierung ein Gesetz zur Angleichung der Sätze des Armengesetzes verabschiedete.
Lawrence kandidierte 1920 bei einer Nachwahl in Camberwell North West erstmals erfolglos für das Parlament, gewann aber East Ham North bei den Wahlen von 1923, bei denen im Januar des folgenden Jahres die erste Labour-Regierung ins Amt kam. Sie war eine der ersten drei weiblichen Labour-Abgeordneten neben Dorothy Jewson und Margaret Bondfield und die erste Frau, die in einem Londoner Wahlkreis gewählt wurde. Sie wehrte sich dagegen, als „weibliche Abgeordnete“ bezeichnet zu werden, und soll geantwortet haben: „Warum nennen Sie Churchill nicht einen männlichen Abgeordneten?“ Sie wurde zur Parliamentary Private Secretary des Bildungsministers (President of the Board of Education) Charles Trevelyan ernannt. Die Minderheitsregierung hielt nur neun Monate und Labour verlor die Wahlen vom Oktober 1924. Lawrence selbst wurde ebenfalls nicht wiedergewählt. Der konservative Wahlsieger, Charles Williamson Crook, starb jedoch nur 18 Monate später, und Lawrence wurde bei einer Nachwahl im April 1926 problemlos wiedergewählt.
Im Jahr 1924 besuchte Lawrence die Sowjetunion und verbrachte sechs Monate mit ausgedehnten Reisen. Im Gegensatz zu anderen Sozialisten, die nach Russland reisten, glaubte sie nicht alles, was die Bolschewiki ausländischen Besuchern behaupteten, sondern versuchte, mit den unterschiedlichsten Menschen in Kontakt zu treten, und behielt eine kritische Haltung gegenüber dem sowjetischen System bei.
Lawrence wurde in der zweiten Labour-Minderheitsregierung, die 1929 gewählt wurde, zur Parliamentary Secretary to the Ministry of Health ernannt. Außerdem war sie 1930 Vorsitzende des Labour-Parteitags in Llandudno – die erste Frau, die dieses Amt innehatte. Wie die überwiegende Mehrheit der Labour-Abgeordneten im Parlament weigerte sie sich, an der nationalen Regierung von Ramsay MacDonald im Sommer 1931 teilzunehmen, und verlor bei den Parlamentswahlen 1931 ihren Sitz. Danach wurde sie nicht mehr zur Abgeordneten gewählt.
Im Jahr 1935 besuchte Lawrence Palästina und war von den Kibbuzim und dem Zionismus im Allgemeinen beeindruckt. In der Folge versuchte sie, nicht sehr erfolgreich, den Parteitag der Labour Party davon zu überzeugen, dass in Palästina eine sozialistische Utopie geschaffen wurde, von der jüdische und arabische Arbeiter gleichermaßen profitierten. Aber wie immer war ihr Interesse nicht nur emotional, sondern auch praktisch und auf Fakten gestützt. Im Mai 1936 setzte die Regierung die Peel-Kommission ein, um zu untersuchen, wie das Völkerbundsmandat für Palästina angesichts der vielen Auseinandersetzungen zwischen Juden und Arabern funktionierte. Kurz bevor diese Kommission Anfang 1937 ihre Arbeit beendete, schrieb Lawrence ein Memorandum für das Advisory Committee on Imperial Affairs der Labour Party, in dessen Unterausschuss für Palästina sie saß, in dem sie auf die Probleme hinwies, die sich für die Araber ergaben, weil die jüdische Entwicklung so weit fortgeschritten war. Ihrer Meinung nach hatten die Mandatsbehörden die arabischen Bedürfnisse bei öffentlichen Arbeiten, Landgewinnung und landwirtschaftlicher Modernisierung vernachlässigt. Obwohl der Unterausschuss für Palästina eher auf eine Versöhnung als auf eine Teilung gehofft hatte, wurde sie 1938 von Gewerkschaftsführern in Palästina dazu überredet, dem Vorstand der Labour-Partei ein Memorandum vorzulegen, in dem es hieß, dass unter den gegebenen Umständen eine Teilung unvermeidlich sei, und sie hoffte, dass der entstehende jüdische Staat dem Commonwealth angeschlossen würde.
Lawrence setzte ihre Arbeit in der Labour Party fort; sie war bis 1941 Mitglied der National Executive. Danach verbrachte einen Großteil ihrer Zeit damit, Bücher in Blindenschrift umzuschreiben. Nachdem ihr Haus in Millbank im Blitzkrieg bombardiert worden war, lebte sie auf einem Anwesen in Berkshire. Nach Kriegsende kehrte sie nach London zurück, wo sie 1947 in ihrem Haus in South Kensington starb. Zu ihren Neffen gehörten der Krimiautor Cyril Hare und der General George Giffard. Lucy Norton, die Übersetzerin der Schriften von Louis de Rouvroy, duc de Saint-Simon und die Kunsthistorikerin Lesley Lewis gehörten zu ihren Nichten.